# برا فالکوم-هانسن
برا فالکوم-هانسن (انگلیسی: Børre Falkum-Hansen; ۱۳ اوت ۱۹۱۹ – ۲۴ ژوئن ۲۰۰۶) ورزشکار اهل نروژ بود.
وی در مسابقات کشوری و بین‌المللی در مجموع برندهٔ ۱ مدال نقره شده‌است.